# Okaloosa megye
Okaloosa megye az Amerikai Egyesült Államokban, azon belül Florida államban található. Megyeszékhelye Crestview, legnagyobb városa Wright. Lakosainak száma 211 668 fő (2020. április 1.). Okaloosa megye Covington, Walton, Escambia és Santa Rosa megyékkel határos.

## Népesség
A megye népességének változása:
| Lakosok száma | 180 741 | 183 322 | 190 232 | 193 811 | 198 664 | 211 668 |
|               | 2010    | 2011    | 2012    | 2013    | 2015    | 2020    |